# Quinn Gleason
Quinn Gleason (nació el 10 de noviembre de 1994) es una tenista profesional estadounidense.
Gleason tiene un ranking de individuales WTA más alto de su carrera, n.º 323, logrado el 29 de julio de 2019. También fue n.º 86 en dobles, logrado el .
En noviembre de 2024, Gleason junto a Ingrid Martins se adjudicaron el título de dobles del torneo de Mérida con una victoria en sets corridos sobre Magali Kempen y Lara Salden en la final. Fue el primer título del WTA Tour para Gleason.

## Títulos WTA (1; 0+1)

### Dobles (1)
| Leyenda              |
| -------------------- |
| Grand Slam (0)       |
| Juegos Olímpicos (0) |
| WTA Finals (0)       |
| WTA 1000 (0)         |
| WTA 500 (0)          |
| WTA 250 (1)          |

| N.º | Fecha                  | Torneos | Superficie | Pareja         | Oponentes en la final     | Resultado |
| --- | ---------------------- | ------- | ---------- | -------------- | ------------------------- | --------- |
| 1.  | 3 de noviembre de 2024 | Mérida  | Dura       | Ingrid Martins | Magali Kempen Lara Salden | 6-4, 6-4  |

#### Finalista (1)
| N.º | Fecha               | Torneo | Superficie | Pareja           | Oponentes en la final          | Resultado           |
| --- | ------------------- | ------ | ---------- | ---------------- | ------------------------------ | ------------------- |
| 1.  | 5 de agosto de 2023 | Praga  | Dura       | Elixane Lechemia | Nao Hibino Oksana Kaláshnikova | 7-6(7), 5-7, [3-10] |

## Títulos WTA 125s

### Dobles (2–2)
| Resultado | Fecha                    | Torneos      | Superficie    | Pareja           | Oponentes                       | Resultado           |
| --------- | ------------------------ | ------------ | ------------- | ---------------- | ------------------------------- | ------------------- |
| Finalista | 27 de noviembre de 2022  | Montevideo   | Tierra batida | Elixane Lechemia | Ingrid Martins Luisa Stefani    | 5-7, 7-6(6), [6-10] |
| Campeona  | 20 de septiembre de 2023 | Liubliana    | Tierra batida | Amina Anshba     | Freya Christie Yuliana Lizarazo | 6-3, 6-4            |
| Finalista | 17 de agosto de 2024     | Barranquilla | Dura          | Ingrid Martins   | Jessica Failla Hiroko Kuwata    | 4-6, 7-6(2), [10-7] |
| Campeona  | 7 de septiembre de 2024  | Montreux     | Tierra batida | Ingrid Martins   | María Carlé Simona Waltert      | 6-3, 4-6, [10-7]    |